# Annona ecuadorensis
Annona ecuadorensis är en kirimojaväxtart som beskrevs av Robert Elias Fries. Annona ecuadorensis ingår i släktet annonor, och familjen kirimojaväxter. Inga underarter finns listade i Catalogue of Life.